# Felicia (voornaam)
Felicia is een meisjesnaam.
Felicia is de vrouwelijke vorm van de naam Felix. Felix betekent: "gelukkig, geluk brengend, vruchtbaar". In 2005 werden er in Nederland 59 meisjes geboren die Felicia werden genoemd. 

## Bekende naamdraagsters
- Felicia van den End, Nederlandse fluitiste.